# أوده مش
أوده مش (بالتركية: Ödemiş)‏ هو إحدى أحياء ولاية إزمير في تركيا، وكذلك اسم البلدة المركزية الواقعة على بعد 113 كم جنوب شرق مدينة إزمير.

## أعلام
- حقان بوياف
- إسراء رونابار
- شريف ينن